# Taking Their Medicine
Taking Their Medicine è un cortometraggio muto del 1917 diretto da Roy Clements. I due attori principali, Eddie Lyons e Lee Moran, firmano anche il soggetto del film.

## Produzione
Il film fu prodotto dalla Nestor Film Company e dall'Universal Film Manufacturing Company.

## Distribuzione
Il copyright del film è datato 14 settembre 1917. Distribuito dall'Universal Film Manufacturing Company, il cortometraggio uscì nelle sale cinematografiche USA il 24 settembre 1917.